# Rabela australis
Rabela australis är en insektsart som beskrevs av Young 1957. Rabela australis ingår i släktet Rabela och familjen dvärgstritar. Inga underarter finns listade i Catalogue of Life.